# Bartołdy (gmina)
Bartołdy – dawna gmina wiejska istniejąca do 1954 roku w woj. warszawskim. Nazwa gminy pochodzi od wsi Bartołdy, lecz siedzibą władz gminy były Barańce.
W okresie międzywojennym gmina Bartołdy należała do powiatu ciechanowskiego w woj. warszawskim. Po wojnie gmina zachowała przynależność administracyjną. Według stanu z 1 lipca 1952 roku gmina składała się z 19 gromad: Bartołdy, Brzozowo, Brzozówko, Cierpigórz, Długołęka Wielka, Golany, Goździe, Grabowo, Klonowo, Kraski, Łaguny, Pęczki, Pokojewo, Rembowo, Sosnowo, Turowo, Wola Wierzbowska, Załuże i Zielona.
Gminę zniesiono 29 września 1954 roku wraz z reformą wprowadzającą gromady w miejsce gmin. Jednostki nie przywrócono 1 stycznia 1973 roku po reaktywowaniu gmin, a jej dawny obszar wszedł w skład głównie gmin Opinogóra Górna i Krasne, a szczątkowo w skład gmin Czernice Borowe oraz Przasnysz.